# SageTV
SageTV Media Center là một phần mềm độc quyền thương mại DVR (Digital Video Recording) và HTPC (Home theater PC) cho máy tính hệ điều hành Mac OS X, Windows và Linux.  Nó đòi hỏi các máy chủ phải có phần cứng dựa trên card TV tuner.  Các phần mềm SageTV có tích hợp Hướng dẫn lập trình điện tử (EPG) được cập nhật thông qua Internet.  Chương trình cung cấp một giao diện truyền hình DVR, âm nhạc và hình ảnh trên Windows và Linux.  SageTV Media Center thường là các bản ghi tiêu chuẩn MPEG2, nó có thể chuyển bản ghi sang máy tính hoặc các thiết bị khác.  Nó cũng có một tính năng chuyển đổi được xây dựng trong để chuyển mã sang định dạng file khác tương thích với iPod, PSP, điện thoại di động và các thiết bị cầm tay khác.
Tập đoàn Google vừa tiến hành thâu tóm SageTV để nâng cao chất lượng cho dịch vụ Google TV.
- Official homepage sagetv